# 欣頓鎮區 (密歇根州)
欣頓鎮區（英語：Hinton Township）是位於美國密歇根州米科斯塔縣的一個行政鎮區。

## 地方資料
欣頓鎮區的面積為92.80平方千米，當中陸地面積為92.50平方千米，而水域面積為0.30平方千米。根據2020年美國人口普查的數據，當地共有人口1054人，而人口密度為每平方千米11.36人。